# DRM (アルバム)
『DRM』（ディーアールエム）は、女性7人組音楽ユニットDRM（現Dream）の1枚目のアルバム（ミニアルバム）。レーベルはavex trax。2007年6月27日発売。

## 概要
- dream時代から通算で3作連続のミニアルバム。
- CDのみとCD+DVDの2形態でリリース。
- 初回盤は透明フィルムジャケット仕様、DRMロゴステッカー封入。
- 本作発売から1年後に長谷部優がユニットを脱退。本作が7人組で最後のリリース。

## 収録曲
1. LEO
作詞：中村隆道、作曲：尾飛良幸、編曲：TATOO
2. 甘い毒薬
作詞：鳥海雄介、作曲：森山フラミンゴ、編曲：TATOO
日本テレビ系『グッドルッキンクラブ!』6月度エンディングテーマ
3. MONA LISA Overdrive
作詞：中村隆道、作曲・編曲：TATOO
4. Why fall in love?
作詞：鳥海雄介、作曲：市川淳、編曲：TATOO
5. キミの帰る場所
作詞：川原京、作曲・編曲：TATOO
6. Let's Reboot
作詞：松井五郎、作曲・編曲：BULGE
7. 肩越しの風景に
作詞：川原京、作曲：山口寛雄、編曲：中村仁

### DVD
1. 甘い毒薬（Video Clip）
2. LEO（-dream live 2007 Spring-at LANDMARK HALL）